# Chāl Kheshtak
Chāl Kheshtak (persiska: چال خُشك, چال خشک, Chāl Khoshk, چال خشتک) är en ort i Iran.   Den ligger i provinsen Ilam, i den västra delen av landet, 400 km sydväst om huvudstaden Teheran. Chāl Kheshtak ligger 1 394 meter över havet och antalet invånare är 358.
Terrängen runt Chāl Kheshtak är kuperad åt nordost, men åt sydväst är den bergig. Runt Chāl Kheshtak är det ganska tätbefolkat, med 58 invånare per kvadratkilometer. Chāl Kheshtak är det största samhället i trakten. Omgivningarna runt Chāl Kheshtak är i huvudsak ett öppet busklandskap.